# De Toppers
De Toppers – holenderski zespół muzyczny, założony w 2005 roku. W 2009 roku reprezentował Holandię na Eurowizji w Moskwie. W skład zespołu wchodzą René Froger, Gordon, Jeroen van der Boom. W 2005 roku wydali pierwszą płytę. Ich pierwszym singlem był Live at the Arena.

## Nagrania

### DVD
- Toppers In Concert - 2005
- Toppers In Concert 2006 - 2006
- Toppers In Concert 2007 - 2007
- Toppers In Concert 2008 - 2008

### Single
- Live at the ArenA (Part 1) - 04-12-2004
- Over de top - 30-04-2005
- Toppers party! - 16-07-2005
- Wir sind die Holländer - 03-06-2006
- Can you feel it - 16-06-2007